# Bristolkanalen
Bristolkanalen (walisisk Môr Hafren) er fjordområdet hvor floden Severn møder Atlanterhavet. Fjorden skiller det sydlige Wales fra det sydvestlige England, og har navn efter byen Bristol. Grænsen mod Atlanterhavet trækkes ved meridianen 5°V. 
Der er bygget to broer over fjorden, Severn Bridge og Second Severn Crossing, som henholdsvis fører motorvejene M48 og M4 mellem England og Wales. Der er også en jernbanetunnel, Severntunnelen, som fører Great Western hovedlinje under fjorden.
Ved lavvande bliver meget af kanalen mudderfelter, eftersom fjorden har en tidevandsforskel på 15 m, den næststørste forskel i verden. Området er et vigtigt sted for dyre- og fugleliv, specielt for vadefugle, og dele af det er beskyttet.
Blandt de større øer i kanalen er Lundy, Steep Holm og Flat Holm.

## Byer
Byen Swansea er den største bosættelse på den walisiske side af Bristolkanalen. Andre større byområder inkluderer Barry (inklusive Barry Island), Port Talbot og Llanelli. Mindre kystbyer tæller Porthcawl, Mumbles, Saundersfoot og Tenby. Byerne Cardiff og Newport ligger ved Severns udmunding, men ligger inden selve Bristolkanalen.
På den engelske sider findes kystbyerne Weston-super-Mare, Burnham-on-Sea, Watchet, Minehead og Ilfracombe Der alle ligger ud til kanalen. Barnstaple og Bideford ligger ved flodmundingerne ud tilBideford Bay, i den vestlige ende af Bristolkanalen. Lige oppe ad Severnflodmundingen ligger byen Bristol, der oprindeligt blev etableret langs floden Avon, men nu er docks i Severnflodmundingen en af de vigtigste havne i Storbritannien. Bristol har givet navn til kanalen, da den danner indgang til byen via vandvejen.
51°21′N 3°42′V / 51.35°N 3.7°V